# Egbert Ho
Egbert Ho (20 maart 1978) is een Nederlands hockeyer.
Ho speelde in 2004 onder bondscoach Terry Walsh 16 interlands (0 doelpunten) voor de Nederlandse hockeyploeg. Hij speelde mee in de Rabobank Trophy van dat jaar. In de Nederlandse Hoofdklasse speelde Ho vanaf 1997 voor HC Klein Zwitserland uit Den Haag. Daarvoor speelde hij onder meer voor MHC Emmen en GHHC Groningen.